# Uciekła mi przepióreczka (piosenka)
Uciekła mi przepióreczka – polska piosenka ludowa wykonywana w rytmie mazurka. Autor słów i melodii jest nieznany. Często była połączona z tańcem, w którym chłopiec goni dziewczynę, a ona jego.
Tekst zaczyna się od słów: Uciekła mi przepióreczka w proso.
Zapis nutowy melodii wg Karol Józef Lipiński, Pieśni polskie i ruskie ludu galicyjskiego, Lwów: Franciszek Piller, 1833, s. 3, OCLC 1036669679.